# بيتر دايموند (ممثل)
بيتر دايموند (بالإنجليزية: Peter Diamond)‏ هو ممثل بريطاني، ولد في 10 أغسطس 1929 في المملكة المتحدة، وتوفي بنفس المكان في 27 مارس 2004 بسبب سكتة.

## أعمال

### أفلام
- (1986) ساكن الجبال

## وصلات خارجية
- بيتر دايموند على موقع IMDb (الإنجليزية)
- بيتر دايموند على موقع ميوزك برينز (الإنجليزية)
- بيتر دايموند على موقع قاعدة بيانات الفيلم (الإنجليزية)